# En bygdens tärna, sjutton år
En bygdens tärna, sjutton år är en visa som skrevs 1807 av psalmdiktaren Johan Olof Wallin. Visan handlar om Wallins ungdomsförälskelse Sophie Runewall som han var förlovad med 1808. Den publicerades 1810 av Per Adam Wallmark i hans "Journal för litteraturen och theatern" nr. 71 med melodin tagen från en Air i Joseph Haydns Årstider. 1821 utgavs visan i första bandet av Wallins "Vitterhets-försök". Visan har också utgivits 1903 i första delen av August Bondesons "Visbok" och 1909 i August Fredins "Gotlandstoner". Den är också allmänt spridd som skillingtryck.